# ウェズレイ・ハイムンド・ペレイラ・ダ・シルヴァ
ウェズレイ (Uéslei) こと、ウェズレイ・ハイムンド・ペレイラ・ダ・シルバ（Uéslei Raimundo Pereira da Silva, 1972年4月19日 - ）は、ブラジル・バイーア州出身の元サッカー選手、指導者。現役時代のポジションはフォワード。
愛称は“ピチブー”（猛犬の意）。実弟にジョルジーニョ。

## 経歴
1985年にECバイーアの下部組織に入団。1993年、同トップチームでプロ生活をスタート。その後フラメンゴやサンパウロなどブラジルのクラブチームを渡り歩く。1998年にバイーアに戻ると才能が開花し、同年カンピオナート・バイアーノMVPおよび得点王、1999年カンピオナート・ブラジレイロ・セリエB（2部）得点王、2000年には再びカンピオナート・バイアーノMVPと得点王に輝く。
2000年のシーズン途中からJリーグの名古屋グランパスエイトへ入団する。ゴールを量産する活躍をみせ、当初はドラガン・ストイコビッチ、後年にはマルケスとの2トップでリーグ屈指の攻撃陣を形成した。2003年にはJリーグ得点王及びベストイレブンに輝き、翌2004年11月にはアルシンドを抜いてJリーグ外国人最多得点記録を更新した。しかし2005年、ネルシーニョ監督と自身の起用法を巡って衝突、その後クラブ批判にも発展し謹慎処分を受ける。結局開幕戦1試合に出場したのみで退団し、ECバイーアへ戻った。
アトレチコ・ミネイロ退団は決まっていたものの移籍先が見つからなかったところにサンフレッチェ広島からのオファーが届き、2006年当初半年間のレンタル移籍という形で加入（のちに契約をシーズン終了までに延長）、佐藤寿人と抜群の相性の良い2トップを組み、ゴールを量産。2007年末に広島のJ2降格に伴い、退団した。
2008年、大分トリニータにレンタル移籍。抜群の存在感を見せ、同年のナビスコカップでは決勝で追加点をあげ優勝に貢献。このシーズンで現役引退を示唆していたが、大分側からの強い要望により契約を更新。2009年も大分でプレーしたが、年齢から来る衰えに加え、度重なる負傷により、満足にプレーすることは叶わなかった。同年8月3日に、現役引退を表明した。
2010年1月、引退を事実上撤回し、ブラジルのECヴィトーリアと契約するも同年に退団。
2011年古巣ECバイーアにコーチとして復帰する。2012年現在、バイーア州4部のECジャクイペンセでコーチとして活躍している。

## 人物
現役時代は、ペナルティエリア外からの強烈なミドルシュート、重戦車のようなドリブルからの得点、ヘディング、フリーキックと、さまざまな得点パターンをもつパワフルなストライカーであった。
2003年J1得点王以外にもさまざまなJリーグ記録を持っている（いずれも2013年8月現在）。
- Jリーグ歴代外国人総得点2位（1位はマルキーニョス）[9]。
- J1での最多ハットトリック達成回数記録、8回[10]。
- 2007年3月31日、三浦知良・中山雅史に次ぐ史上3人目、外国人では初のJ1通算100ゴールを達成[11]。ちなみにリーグ出場148試合目での達成は最速の記録。
- 2007年6月23日、J1リーグ通算1万2000ゴールを挙げる。[12]
- 2003年から2009年まで7年連続で開幕戦においては全て得点を挙げている。これもJリーグ記録である。

珍しいエピソードとして、広島在籍時のゴール後のパフォーマンスである“片膝をついて左手で弓を構え、矢を放つしぐさで両手をパーにする”という、通称「弓矢パフォーマンス」というのがある。2006年開幕前に清神社で行われた必勝祈願の際、紹介された「毛利元就の三本の矢」の故事と、奉納された弓矢から思いついたとのこと。当時のチームメイトであった柏木陽介・槙野智章・平繁龍一が出場した2007 FIFA U-20ワールドカップにおいてU-20日本代表全員でこの弓矢パフォーマンスを行っていた。同チームの大会での快進撃も相まって一時話題となった。
ウェズレイの退団後も広島では得点の際に選手が披露したり（2023年現在の所属選手ではピエロス・ソティリウなど）、サポーターとのイベントなどで選手、サポーターが一緒になってしばしばこの弓矢パフォーマンスを披露しており、広島にとってはおなじみのパフォーマンスとなっている。
2016年末にはフェリペ・シウバの広島移籍にも尽力した。

## 個人成績
| 国内大会個人成績 | 国内大会個人成績   | 国内大会個人成績 | 国内大会個人成績 | 国内大会個人成績 | 国内大会個人成績 | 国内大会個人成績 | 国内大会個人成績 | 国内大会個人成績 | 国内大会個人成績 | 国内大会個人成績 | 国内大会個人成績 |
| 年度             | クラブ             | 背番号           | リーグ           | リーグ戦         | リーグ戦         | リーグ杯         | リーグ杯         | オープン杯       | オープン杯       | 期間通算         | 期間通算         |
| 年度             | クラブ             | 背番号           | リーグ           | 出場             | 得点             | 出場             | 得点             | 出場             | 得点             | 出場             | 得点             |
| ブラジル         | ブラジル           | ブラジル         | ブラジル         | リーグ戦         | リーグ戦         | ブラジル杯       | ブラジル杯       | オープン杯       | オープン杯       | 期間通算         | 期間通算         |
| ---------------- | ------------------ | ---------------- | ---------------- | ---------------- | ---------------- | ---------------- | ---------------- | ---------------- | ---------------- | ---------------- | ---------------- |
| 1993             | バイーア           |                  |                  |                  |                  |                  |                  |                  |                  |                  |                  |
| 1994             | バイーア           |                  |                  |                  |                  |                  |                  |                  |                  |                  |                  |
| 1995             | バイーア           |                  |                  |                  |                  |                  |                  |                  |                  |                  |                  |
| フラメンゴ       |                    |                  |                  |                  |                  |                  |                  |                  |                  |                  |                  |
| グアラニ         |                    |                  |                  |                  |                  |                  |                  |                  |                  |                  |                  |
| 1996             |                    |                  |                  |                  |                  |                  |                  |                  |                  |                  |                  |
| クルゼイロ       |                    |                  |                  |                  |                  |                  |                  |                  |                  |                  |                  |
| サンパウロ       |                    |                  |                  |                  |                  |                  |                  |                  |                  |                  |                  |
| 1997             |                    |                  |                  |                  |                  |                  |                  |                  |                  |                  |                  |
| ヴィトーリア     |                    |                  |                  |                  |                  |                  |                  |                  |                  |                  |                  |
| 1998             | バイーア           |                  |                  |                  |                  |                  |                  |                  |                  |                  |                  |
| 1998             | インテルナシオナル |                  |                  | 1                | 0                |                  |                  |                  |                  |                  |                  |
| 1999             | バイーア           |                  |                  |                  |                  |                  |                  |                  |                  |                  |                  |
| 2000             | バイーア           |                  |                  |                  |                  |                  |                  |                  |                  |                  |                  |
| 日本             | 日本               | 日本             | 日本             | リーグ戦         | リーグ戦         | リーグ杯         | リーグ杯         | 天皇杯           | 天皇杯           | 期間通算         | 期間通算         |
| 2000             | 名古屋             | 8                | J1               | 9                | 7                | 4                | 1                | 2                | 1                | 15               | 9                |
| 2001             | 名古屋             | 11               | J1               | 28               | 21               | 6                | 3                | 1                | 0                | 35               | 24               |
| 2002             | 名古屋             | 10               | J1               | 27               | 20               | 3                | 1                | 3                | 3                | 33               | 24               |
| 2003             | 名古屋             | 10               | J1               | 27               | 22               | 5                | 2                | 2                | 1                | 34               | 25               |
| 2004             | 名古屋             | 10               | J1               | 25               | 10               | 7                | 7                | 1                | 0                | 33               | 17               |
| 2005             | 名古屋             | 10               | J1               | 1                | 1                | -                | -                | -                | -                | 1                | 1                |
| ブラジル         | ブラジル           | ブラジル         | ブラジル         | リーグ戦         | リーグ戦         | ブラジル杯       | ブラジル杯       | オープン杯       | オープン杯       | 期間通算         | 期間通算         |
| 2005             | バイーア           |                  | 2部              |                  |                  |                  |                  |                  |                  |                  |                  |
| 2005             | アトレチコ-MG      |                  |                  | 12               | 4                |                  |                  |                  |                  |                  |                  |
| 日本             | 日本               | 日本             | 日本             | リーグ戦         | リーグ戦         | リーグ杯         | リーグ杯         | 天皇杯           | 天皇杯           | 期間通算         | 期間通算         |
| 2006             | 広島               | 10               | J1               | 27               | 16               | 4                | 0                | 1                | 0                | 32               | 16               |
| 2007             | 広島               | 10               | J1               | 29               | 17               | 5                | 2                | 0                | 0                | 34               | 19               |
| 2008             | 大分               | 10               | J1               | 30               | 7                | 9                | 4                | 0                | 0                | 39               | 11               |
| 2009             | 大分               | 10               | J1               | 14               | 3                | 3                | 1                | -                | -                | 17               | 4                |
| ブラジル         | ブラジル           | ブラジル         | ブラジル         | リーグ戦         | リーグ戦         | ブラジル杯       | ブラジル杯       | オープン杯       | オープン杯       | 期間通算         | 期間通算         |
| 2010             | ヴィトーリア       |                  |                  |                  |                  |                  |                  |                  |                  |                  |                  |
| 通算             | ブラジル           | ブラジル         | 1部              |                  |                  |                  |                  |                  |                  |                  |                  |
| 通算             | ブラジル           | ブラジル         | 2部              |                  |                  |                  |                  |                  |                  |                  |                  |
| 通算             | 日本               | 日本             | J1               | 217              | 124              | 46               | 21               | 10               | 5                | 273              | 150              |
| 総通算           |                    |                  |                  |                  |                  |                  |                  |                  |                  |                  |                  |

国際試合
- 2000-01 アジアカップウィナーズカップ 3試合3得点

その他の公式戦
- 2007年
  - J1・J2入れ替え戦 2試合0得点
- 2009年
  - パンパシフィックチャンピオンシップ 2試合1得点

## 出場歴・タイトル
個人記録
- 1998年 - カンピオナート・バイアーノMVP、得点王
- 1999年 - カンピオナート・ブラジレイロ・セリエBMVP、得点王
- 2000年 - カンピオナート・バイアーノMVP、得点王
- 2003年 - Jリーグ得点王、Jリーグベストイレブン

Jリーグ記録
- Jリーグ初出場 - 2000年7月22日対ジェフユナイテッド市原戦 (瑞穂陸上競技場)
- Jリーグ初得点 - 2000年7月26日対セレッソ大阪戦 (長居陸上競技場)
- ハットトリック
  - 4ゴール：2001年7月7日J1・1st第13節対アビスパ福岡戦（博多森）
  - 3ゴール：2001年8月25日J1・2nd第3節対東京ヴェルディ1969戦（瑞穂）
  - 3ゴール：2001年11月17日J1・2nd第14節対ジェフユナイテッド市原戦（瑞穂）
  - 3ゴール：2002年7月13日J1・1st第8節対ジェフユナイテッド市原戦（松本）
  - 4ゴール：2002年8月7日J1・1st第13節対ベガルタ仙台戦（仙台）
  - 3ゴール：2003年11月9日J1・2nd第12節対横浜F・マリノス戦（豊田）
  - 3ゴール：2003年11月22日J1・2nd第14節対浦和レッドダイヤモンズ戦（瑞穂）
  - 3ゴール：2007年5月19日J1第12節対ジェフユナイテッド市原・千葉戦（フクアリ）